# 西広整輝
西広 整輝（にしひろ せいき、1930年（昭和5年）6月24日 - 1995年（平成7年）12月4日）は、日本の元防衛官僚。防衛事務次官、防衛庁防衛局長、山口県警察本部長、平和・安全保障研究所理事長を歴任。愛称は「ミスター防衛庁」。

## 来歴・人物
父は内務官僚で官選宮崎県知事（1943年（昭和18年）7月1日～1944年（昭和19年）8月1日）や朝鮮総督府警務局長を歴任した西広忠雄。都城中学、新制大手前高校を経て、1956年東京大学文学部国史学科卒業。同年、防衛庁入庁。（プロパー組2期生）。
「ミスター防衛庁」と呼称され、生え抜き組（プロパー組）初の事務次官就任者。退官後も防衛庁生え抜き組の東大出身者のみを構成員とした「西広学校」が知られている。大蔵・警察・通産・厚生など各省庁出向者らが枢要ポストを握っていた防衛庁内で、生え抜き組の人材育成に務めた。1976年防衛課長として「防衛計画の大綱」の原案を作成。基盤的防衛力構想の命名者でもある。
長官官房防衛審議官、防衛庁参事官、長官官房長を経て1988年に防衛事務次官に就任。退官後は第一勧業銀行顧問などを務め、1994年には首相の諮問機関、防衛問題懇談会の委員に就任するなど、日本の防衛政策に影響力を持っていた。
1995年12月4日、心室頻拍のため、東京都中野区の病院で死去した。65歳没。

## 評価
彼個人の自衛隊に関する評価は決して高いものではなく、元一等陸佐の西村繁樹は自著で「自衛隊は大した力じゃない。だいたい、日本みたいな細長い国は戦ったら守りきれない。相手はどこでも狙えるからね。では、自衛隊の存在意義は何かと言うと、自分で守るんだという決意と意欲を、敵に対しても同盟国に対しても示すためです。とにかくアメリカの戦略核を中心とする抑止力に意味があるのであって、自衛隊が具体的にどう戦うかなんて言うのは考えても仕方がないですよ。」という西広の発言を取り上げ、「防衛庁事務方の最高責任者として手をついて謝ってもらいたいところだ。」と強く批判している。

## 略歴
- 1955年（昭和30年） 国家公務員六級職試験合格
- 1956年（昭和31年） 東大文学部国史学科卒、同年防衛庁入庁。経理局会計課配属
- 長官官房法規課
- 官房法制調査官付
- 防衛局第一課
- 技術研究本部総務課
- 1962年（昭和37年）4月　経理局会計課部員
- 教育局教育課部員
- 防衛局一課兼防衛局計画官付
- 長官官房総務課秘書官事務取扱
- 防衛局防衛計画官付
- 防衛局防衛課
- 1971年（昭和46年）4月 技術研究本部会計課長
- 1972年（昭和47年）5月 長官官房広報課長
- 1975年（昭和50年）9月 防衛局防衛課長
- 1978年（昭和53年）11月 山口県警察本部長
- 1980年（昭和55年）8月 長官官房防衛審議官
- 1982年（昭和57年）7月 防衛庁参事官（教育局担当）
- 1984年（昭和59年）7月 長官官房長
- 1985年（昭和60年）6月 防衛局長
- 1988年（昭和63年）6月 防衛事務次官（1990年7月まで）
- 退官後は、東京海上火災保険顧問、防衛庁顧問、財団法人平和・安全保障研究所3代目理事長など